# Luras
Luras (sardinsky: Lùras, Lùrisi) je italská obec (comune) v provincii Sassari v regionu Sardinie. Nachází se ve výšce 508 metrů nad mořem a má přibližně 2 400 obyvatel. Rozloha obce je 87,59 km².